# Коросаль (аэропорт)
Аэропорт Лас-Бру́хас (исп. Aeropuerto Las Brujas), (ИАТА: CZU, ИКАО: SKCZ) — коммерческий аэропорт, расположенный в черте города Коросаль (департамент Сукре, Колумбия). Находится в 10 минутах езды от столицы департамента города Синселехо, обслуживает авиационные перевозки обоих городов и других населённых пунктов департамента по внутренним авиалиниям.

## Общие сведения
Аэропорт Лас-Брухас является запасным для аэропорта Лос-Гарсонес в Монтерии.
В течение пяти лет планируется провести комплекс работ по реконструкции и расширению здания пассажирского терминала, ремонту самолётных стоянок, внедрению новых систем безопасности, строительству автомобильной парковки у здания аэровокзала.

## Авиакомпании и пункты назначения
- Aerolínea de Antioquia
  - Медельин / международный аэропорт имени Энрике Олая Эрреры
- SATENA в код-шеринге с авиакомпанией Avianca
  - Богота / международный аэропорт Эль-Дорадо